# Shalan Alhamwy
Shalan Alhamwy (1982, Homs) is een Syrische violist.

## Biografie
Alhamwy's vader leerde hem de oed te bespelen toen hij zes jaar oud was. Hij begon op zijn vijftiende viool te spelen. Er was geen muziekschool in Homs, dus moest hij dat instrument grotendeels zelf ontdekken, tot hij twee jaar later les kreeg van een Russische violiste. In 2002 begon hij te studeren aan het conservatorium van Damascus, bij Evgueny Loguenov. Naast zijn muziekstudie behaalde hij ook een diploma in farmacie. Na zijn studies werd hij lid van het Nationaal Orkest van Syrië. Toen in 2011 de burgeroorlog uitbrak, moest hij verschillende keren vluchten. In 2015 vluchtte hij weg uit zijn land. Hij kwam terecht in België, in een asielcentrum in Sint-Niklaas. Hier kreeg hij opnieuw contact met muzikanten. Een dame uit Nederland leende hem "een heel dure en oude viool van Joseph Klotz". Hierdoor begon hij opnieuw muziek te maken en kwam hij bij het orkest van de muziekacademie van Sint-Niklaas terecht.
Hij schreef muziek voor ensembles zoals WDR Sinfonieorchester, Kammersymphonie Berlin, Syrian Expat Philharmonic Orchestra en het Syrian National Orchestra for Arabic Music.
Alhamwy werkt als curator en lesgever bij De Centrale in Gent. Hij speelt bij verschillende ensembles, zoals Damast Duo en GFVP (Gent Folk Violin Project). In Damast Duo werkt hij samen met accordeonist Jonas Malfliet, waarmee hij Arabische en Europese folkmuziek brengt, aangevuld met origineel werk. Hij is artistiek leider van Jiraan Ensemble en Picea Orientalis. Met Jiraan Ensemble brengt hij twaalf muzikanten van verschillende nationaliteiten samen, met muziek uit Oost en West. Ook met het strijkersorkest Picea Orientalis brengt hij Oosterse en Westerse muzikale tradities samen. Hij werkte met muzikanten als Fairuz, Placido Domingo, Roberto Alagna, Marcel Khalifa, Amal Maher, Rima Khcheich en Jef Neve. Met Olla Vogalla, het ensemble van componist Wouter Vandenabeele, stond hij in 2019 in deSingel in Antwerpen, samen met flamencozangeres Carmen Fernandez en Syrische violist Elias Bachoura.
In 2019 was hij commentator bij de Koningin Elisabethwedstrijd, op Canvas en Klara.